# Coupe de la confédération européenne de roller in line hockey
La Coupe de la confédération européenne de roller in line hockey est une compétition annuelle de roller in line hockey. Elle est aussi nommée ConfCup.

## Palmarès
| Année | Vainqueur                | Deuxième                 | Troisième                | Lieu                           |
| 2012  | FB Villeneuve-la-Garenne | Conquérants de Caen      |                          | Villeneuve-la-Garenne (France) |
| 2011  | Conquérants de Caen      | Yéti's de Grenoble       | FB Villeneuve-La-Garenne | Caen (France)                  |
| 2010  | Yéti's de Grenoble       | Trieste                  | HC Rubi Cent Patins      | Trieste (Italie)               |
| 2009  | HC Rubi Cent Patins      | FB Villeneuve-La-Garenne | Pirati Civitavecchia     | Kaltbrunn (Suisse)             |
| 2008  | Yéti's de Grenoble       | FB Villeneuve-La-Garenne | Hawks d'Angers           | Trieste (Italie)               |